# Selene Caramazza
Selene Caramazza (Palermo, 10 febbraio 1993) è un'attrice italiana.

## Biografia
Nata a Palermo, ma cresciuta a Favara (in provincia di Agrigento), si diploma presso il liceo scientifico Martin Luther King del paese per poi proseguire gli studi in Giurisprudenza a Palermo. Al termine del primo anno universitario si trasferisce a Roma per studiare recitazione, da lì comincerà a lavorare in prestigiosi set, come Squadra antimafia 7, Catturandi - Nel nome del padre e Il bello delle donne... alcuni anni dopo, accanto a Claudia Cardinale. Il debutto al cinema avviene con il film Cuori puri di Roberto De Paolis, presentato al Festival di Cannes 2017, nel ruolo della protagonista Agnese.

## Filmografia
- Catturandi - Nel nome del padre – serie TV (2015)
- Squadra antimafia - Palermo oggi – serie TV, 9 episodi (2015-2016)
- Don Matteo – serie TV, episodio 10x16 (2016)
- Il bello delle donne... alcuni anni dopo – serie TV, 2 puntate (2017)
- Provaci ancora prof! – serie TV (2017)
- Cuori puri, regia di Roberto De Paolis (2017)
- Prima che la notte, regia di Daniele Vicari – film TV (2018)
- Il cacciatore – serie TV, 6 episodi (2018)
- Elizabeth, regia di CRIC, C. De Muro e D. Mardegan – cortometraggio (2018)
- Il commissario Montalbano – serie TV, episodio Un diario del '43 (2019)
- Tutto il giorno davanti, regia di Luciano Manuzzi – film TV (2020)
- Bar Giuseppe, regia di Giulio Base (2020)
- Corpo e Aria, regia di Cristian Patanè – cortometraggio (2021)
- Christian – serie TV, episodi 1x02-1x04-2x06 (2022-2023)
- L'Ora - Inchiostro contro piombo, regia di Piero Messina, Ciro D'Emilio, Stefano Lorenzi – miniserie TV (2022)
- Spaccaossa, regia di Vincenzo Pirrotta (2022)
- The Bad Guy – serie TV (2022-2024)
- Mare fuori (terza stagione) – serie TV, 5 episodi (2023)
- Uomo di fumo, regia di Giovanni Soldati (2023)
- Sei nell'anima, regia di Cinzia TH Torrini – film TV (2024)
- Arrivederci tristezza, regia di Giovanni Virgilio (2024)

## Riconoscimenti
- Nastri d'argento - Grandi Serie
  - 2025 – Candidatura alla miglior attrice non protagonista per The Bad Guy

- Premio Vittorio De Sica per Cuori puri[3]
- Premio rivelazione RdC Awards 2017 per Cuori puri[4]
- Premio miglior attrice al Festival de Cine Europeo de Sevilla per Cuori puri[5][6]
- Premio miglior attrice all'Asti Film Festival per Cuori puri
- Candidatura al miglior attrice al Fabrique du Cinéma 2017 per Cuori puri